# Varadero, Kuba
Varadero är en ort i Kuba.   Den ligger i provinsen Matanzas, i den nordvästra delen av landet, 120 km öster om huvudstaden Havanna. Varadero ligger 8 meter över havet och antalet invånare är 20 000. Varadero var en kommun fram till 2010 när den uppgick i kommunen Cárdenas.
Terrängen runt Varadero är mycket platt. Havet är nära Varadero åt nordost.  Närmaste större samhälle är Cárdenas, 13,8 km söder om Varadero. 
Den årliga genomsnittliga havstemperaturen är runt 26.5 °C, med 28 °C som höjdpunkt under augusti, och 24 °C som lågpunkt under vintern.
| Jan   | Feb   | Mar   | Apr   | Maj   | Jun   | Jul   | Aug   | Sep   | Okt   | Nov   | Dec   |
| ----- | ----- | ----- | ----- | ----- | ----- | ----- | ----- | ----- | ----- | ----- | ----- |
| 25 °C | 24 °C | 24 °C | 26 °C | 27 °C | 27 °C | 28 °C | 28 °C | 28 °C | 28 °C | 27 °C | 27 °C |